# Хихья
Хихья (араб. ههيا‎) — город на севере Египта, расположенный на территории мухафазы Шаркия.

## Географическое положение
Город находится на юго-западе мухафазы, в юго-восточной части дельты Нила, на расстоянии приблизительно 9 километров к северо-востоку от Эз-Заказика, административного центра провинции. Абсолютная высота — 19 метров над уровнем моря.

## Демография
По данным переписи 2006 года численность населения Хихьи составляла 44 465 человек.
Динамика численности населения города по годам:
| 1986   | 1996   | 2006   |
| ------ | ------ | ------ |
| 29 334 | 36 257 | 44 465 |

## Транспорт
Ближайший крупный гражданский аэропорт — Международный аэропорт Каира.